# 英語基本単語集
英語基本単語集（えいごきほんたんごしゅう）は、旺文社から発売されている学習参考書。

## 概要
1935年に発行を開始して以来、何十年にもわたって発行され続けているロングセラー。
旺文社の創業者でもある赤尾好夫によって編集されていた。
豆単、赤尾の豆単と呼ばれ、英単語帳の代名詞でもある存在であった。1700万部を超えるヒットとなった。
1967年に試験にでる英単語が発行されてからは、人気の英単語帳はこちらに取って代わった。
2010年には旺文社創業80周年を記念して、1942年に発売された装丁の英語基本単語集の復刻版を刊行。